# توم ووكر (لاعب كرة قاعدة أمريكي)
توم ووكر (بالإنجليزية: Tom Walker)‏ هو لاعب كرة قاعدة أمريكي، ولد في 1 أغسطس 1881 في فيلادلفيا في الولايات المتحدة، وتوفي في 10 يوليو 1944 في ودبيري هايهتس في الولايات المتحدة.

## وصلات خارجية
- توم ووكر على موقعبيزبول رفرنس.كوم (الدوري الرئيسي) (الإنجليزية)
- توم ووكر على موقعبيزبول رفرنس.كوم (الدوري الثانوي) (الإنجليزية)